# Синку-Рибейраш
Синку-Рибейраш (порт. Cinco Ribeiras) — район (фрегезия) в Португалии, входит в округ Азорские острова. Расположен на острове Терсейра. Является составной частью муниципалитета Ангра-ду-Эроижму. Население составляет 684 человека на 2001 год. Занимает площадь 11,38 км².
Покровителем района считается Дева Мария (порт. Nossa Senhora do Pilar).